# Альбентоса
Альбентоса (ісп. Albentosa) — муніципалітет в Іспанії, у складі автономної спільноти Арагон, у провінції Теруель. Населення — 310 осіб (2010).
Муніципалітет розташований на відстані близько 250 км на схід від Мадрида, 39 км на південний схід від міста Теруель.
На території муніципалітету розташовані такі населені пункти: (дані про населення за 2010 рік)
- Альбентоса: 166 осіб
- Вента-дель-Айре: 105 осіб
- Естасьйон-Мора-де-Руб'єлос: 15 осіб
- Фуен-дель-Сепо: 22 особи
- Лос-Масес: 2 особи

## Демографія
Динаміка населення (INE ):